# Marco Venturini
Marco Venturini (* 12. Juli 1960 in Pistoia) ist ein ehemaliger italienischer Sportschütze.

## Erfolge
Marco Venturini nahm viermal an Olympischen Spielen im Trap teil. 1992 erreichte er in Barcelona das Finale, das er mit 218 Punkten auf dem dritten Rang abschloss. Im Stechen setzte er sich gegen den punktgleichen Jörg Damme durch und sicherte sich so die Bronzemedaille. Vier Jahre darauf belegte er in Atlanta den 20. Platz. Die Spiele 2000 in Sydney beendete er als Fünfter, die Spiele 2004 in Athen auf Rang 27.
Zehnmal wurde Venturini zwischen 1989 und 2003 Weltmeister. Im Trap-Einzel gewann er den Titel 1989 in Montecatini Terme, 1991 in Perth und 1993 in Barcelona, mit der Trap-Mannschaft gelangen ihm ebenfalls 1989 in Montecatini Terme, 1990 in Moskau, 1993 in Barcelona, 1994 in Fagnano Olona, 1995 in Nikosia und 1998 nochmals in Barcelona Titelgewinne. 1989 wurde er auch mit der Doppeltrap-Mannschaft Weltmeister. Darüber hinaus sicherte sich Venturini zwei Silber- und vier Bronzemedaillen. Zweimal wurde er im Trap Europameister.
Venturini ist verheiratet und hat ein Kind.